# Упразднённые городские округа Российской Федерации
Упразднённые городские округа как муниципальные образования, ранее существовавшие в России, представлены в списке ниже.
В некоторых регионах России упразднение городских округов сопровождается преобразованиями на административно-территориальном уровне (указано в комментариях и примечаниях).

## Список упразднённых городских округов
| Субъект РФ                             | Городской округ                                     | Год образования | Год упразднения | Комментарии |
| -------------------------------------- | --------------------------------------------------- | --------------- | --------------- | --- |
| Алтайский край                         | Змеиногорск                                         | 2006            | 2008            | Преобразован в ГП Змеиногорск Змеиногорского мун. района. Город краевого значения включён в состав адм. района |
| Алтайский край                         | Камень-на-Оби                                       | 2006            | 2015            | Преобразован в ГП Камень-на-Оби Каменского мун. района. Город краевого значения включён в состав адм. района |
| Брянская область                       | Климово                                             | 2005            | 2007            | Преобразован в ГП Климовское Климовского мун. района |
| Брянская область                       | Новозыбков                                          | 2005            | 2019            | Объединён с Новозыбковским мун. районом в Новозыбковский гор. округ |
| Брянская область                       | Стародуб                                            | 2005            | 2020            | Объединён со Стародубский мун. районом в Стародубский мун. округ |
| Владимирская область                   | Гороховец                                           | 2004            | 2005            | Преобразован в Гороховецкий мун. район |
| Владимирская область                   | Камешково                                           | 2004            | 2005            | Преобразован в Камешковский мун. район |
| Владимирская область                   | Киржач                                              | 2004            | 2005            | Преобразован в Киржачский мун. район |
| Владимирская область                   | Кольчугино                                          | 2004            | 2005            | Преобразован в Кольчугинский мун. район |
| Владимирская область                   | Красная Горбатка                                    | 2004            | 2005            | Преобразован в Селивановский мун. район |
| Владимирская область                   | Меленки                                             | 2004            | 2005            | Преобразован в Меленковский мун. район |
| Владимирская область                   | Юрьев-Польский                                      | 2004            | 2005            | Преобразован в Юрьев-Польский мун. район |
| Калининградская область                | Багратионовский                                     | 2017            | 2022            | Преобразован в мун. округ |
| Калининградская область                | Гвардейский                                         | 2014            | 2022            | Преобразован в мун. округ |
| Калининградская область                | Гурьевский                                          | 2014            | 2022            | Преобразован в мун. округ |
| Калининградская область                | Зеленоградский                                      | 2016            | 2022            | Преобразован в мун. округ |
| Калининградская область                | Краснознаменский                                    | 2017            | 2022            | Преобразован в мун. округ |
| Калининградская область                | Неманский                                           | 2017            | 2022            | Преобразован в мун. округ |
| Калининградская область                | Нестеровский                                        | 2018            | 2022            | Преобразован в мун. округ |
| Калининградская область                | Озёрский                                            | 2014            | 2022            | Преобразован в мун. округ |
| Калининградская область                | Полесский                                           | 2016            | 2022            | Преобразован в мун. округ |
| Калининградская область                | Правдинский                                         | 2016            | 2022            | Преобразован в мун. округ |
| Калининградская область                | Славский                                            | 2016            | 2022            | Преобразован в мун. округ |
| Калининградская область                | Черняховский                                        | 2016            | 2022            | Преобразован в мун. округ |
| Кировская область                      | Богородский                                         | 2019            | 2020            | Преобразован в Богородский мун. округ |
| Кировская область                      | Санчурский                                          | 2019            | 2020            | Преобразован в Санчурский мун. округ |
| Краснодарский край                     | Ейск                                                | 2004            | 2007            | Преобразован в ГП Ейское Ейского мун. района |
| Краснодарский край                     | Кропоткин                                           | 2004            | 2008            | Преобразован в Кропоткинское ГП Кавказского мун. района |
| Краснодарский край                     | Тихорецк                                            | 2004            | 2008            | Преобразован в ГП Тихорецкое Тихорецкого мун. района |
| Краснодарский край                     | Туапсе                                              | 2004            | 2007            | Преобразован в ГП Туапсинское Туапсинского мун. района |
| Красноярский край                      | Заозёрный                                           | 2005            | 2008            | Преобразован в ГП город Заозёрный Рыбинского мун. района. Краевой город преобразован в районный город Рыбинского адм. района |
| Московская область                     | Железнодорожный                                     | 2006            | 2015            | Гор. округ (город областного подчинения) объединён с гор. округом (городом областного подчинения) и включён непосредственно в состав города Балашихи                                                                                |
| Московская область                     | Звенигород                                          | 2005            | 2019            | Гор. округ объединён с Одинцовским мун. (адм.) районом в Одинцовский гор. округ; город Одинцово наделён статусом города областного подчинения, город Звенигород переподчинён городу областного подчинения Одинцову                  |
| Московская область                     | Ивантеевка Красноармейск                            | 2004 2005       | 2020            | Гор. округа объединены с Пушкинским гор. округом, название объединённого муниципального образования: гор. округ Пушкинский; соответствующие города областного подчинения переподчинены городу областного подчинения Пушкину         |
| Московская область                     | Климовск                                            | 2006            | 2015            | Гор. округ (город областного подчинения) объединён с гор. округом (городом областного подчинения) и включён непосредственно в состав города Подольска                                                                               |
| Московская область                     | Коломенский Озёры                                   | 2015 2017       | 2020            | Гор. округа объединены в гор. округ Коломну, город областного подчинения Озёры переподчинён городу областного подчинения Коломне. В 2004—2017 гг. в одноимённый гор. округ входил один город Коломна                                |
| Московская область                     | Ликино-Дулёво Орехово-Зуево                         | 2018 2006       | 2019            | Гор. округа объединены в Орехово-Зуевский гор. округ, город областного подчинения Ликино-Дулёво переподчинён городу областного подчинения Орехову-Зуеву. В 2006—2018 гг. в гор. округ Орехово-Зуево входил один город Орехово-Зуево |
| Московская область                     | Рошаль                                              | 2004            | 2020            | Гор. округ объединён с гор. округом Шатурой, город областного подчинения Рошаль переподчинён городу областного подчинения Шатуре |
| Московская область                     | Троицк                                              | 2005            | 2012            | Гор. округ (город областного подчинения) включён в состав Москвы в качестве мун. образования (территориальной единицы) со статусом гор. округа (поселения Троицкого административного округа)                                       |
| Московская область                     | Щербинка                                            | 2005            | 2012            | Гор. округ (город областного подчинения) включён в состав Москвы в качестве мун. образования (территориальной единицы) со статусом гор. округа (поселения Новомосковкого административного округа)                                  |
| Московская область                     | Юбилейный                                           | 2004            | 2014            | Гор. округ (город областного подчинения) объединён с гор. округом (городом областного подчинения) и включён непосредственно в состав города Королёва                                                                                |
| Мурманская область                     | Апатиты, город с подведомственной территорией       | 2005            | 2020            | Преобразован в мун. округ |
| Мурманская область                     | Полярный (ЗАТО) Скалистый (ЗАТО) Снежногорск (ЗАТО) | 2004            | 2008            | Гор. округа (ЗАТО) объединены в ЗАТО Александровск |
| Мурманская область                     | Кировск, город с подведомственной территорией       | 2005            | 2021            | Преобразован в мун. округ |
| Мурманская область                     | Ковдорский район                                    | 2005            | 2021            | Преобразован в мун. округ, переименован в Ковдорский муниципальный округ |
| Мурманская область                     | Мончегорск, город с подведомственной территорией    | 2005            | 2021            | Преобразован в мун. округ |
| Мурманская область                     | Оленегорск, город с подведомственной территорией    | 2005            | 2021            | Преобразован в мун. округ |
| Мурманская область                     | Полярные Зори, город с подведомственной территорией | 2005            | 2021            | Преобразован в мун. округ |
| Оренбургская область                   | Гай                                                 | 2005            | 2016            | Объединён с Гайским мун. районом в Гайский гор. округ |
| Оренбургская область                   | Сорочинск                                           | 2005            | 2016            | Объединён с Сорочинским мун. районом в Сорочинский гор. округ |
| Оренбургская область                   | Ясный                                               | 2005            | 2016            | Объединён с Ясненским мун. районом в Ясненский гор. округ |
| Пермская область / Пермский край       | Кудымкар                                            | 2004            | 2022            | Объединён с Кудымкарским мун. округом |
| Пермская область / Пермский край       | Кунгур                                              | 2004            | 2020            | Объединён с Кунгурским мун. районом в Кунгурский мун. округ |
| Сахалинская область                    | Вахрушев                                            | 2006            | 2012            | Объединён с Поронайским районом (гор. округом «Поронайским») в Поронайский гор. округ |
| Свердловская область                   | Алапаевский район / Алапаевское мун. образование    | 2004            | 2009            | Разделён на гор. округа мун. образование Алапаевское и Махнёвское мун. образование |
| Ставропольский край                    | Будённовск                                          | 2004            | 2010            | Преобразован в ГП город Будённовск Будённовского мун. района, Будённовск включён в состав территориального района, статус города краевого значения сохранён. 16 марта 2020 года район преобразован в мун. округ                     |
| Ставропольский край                    | Георгиевск                                          | 2004            | 2017            | Объединён с Георгиевским мун. районом в Георгиевский гор. округ. Георгиевск включён в состав территориального района, статус города краевого значения сохранён                                                                      |
| Тверская область                       | Вышний Волочёк                                      | 2005            | 2019            | Объединён с Вышневолоцким мун. районом в Вышневолоцкий гор. округ. Вышний Волочёк включён в состав Вышневолоцкого гор. округа как административно-территориальной единицы и наделён статусом города окружного значения              |
| Ульяновская область                    | Барыш                                               | 2004            | 2009            | Преобразован в ГП Барышское Барышского мун. района. Город областного значения включён в состав адм. района |
| Читинская область / Забайкальский край | Балей                                               | 2004            | 2008            | Преобразован в ГП «Город Балей» Балейского мун. района. Статус городов областного значения упразднён в 2007 году, город включён в состав адм. района                                                                                |
| Чечня                                  | Гудермес                                            | 2009            | 2011            | Преобразован в ГП Гудермесское Гудермесского мун. района. Город включён в состав адм. района с сохранением статуса города республиканского значения                                                                                 |